# Osiedle Piastowskie (Gniezno)
Osiedle Piastowskie – osiedle mieszkaniowe w dzielnicy Winiary, w północnej części Gniezna.
Na terenie osiedla znajduje się pętla autobusowa MPK Gniezno, która zapewnia mieszkańcom Piastowskiego komunikację z pozostałą częścią miasta.

## Lokalizacja
Osiedle Piastowskie leży na północny wschód od osiedla Orła Białego i obejmuje obszar wyznaczony następującymi granicami:
- od wschodu: ul. Orcholską
- od południa: ul. Winiary
- od zachodu: osiedlem Jagiellońskim
- od północy: ul. Lednicką